# شينجي تاكاهاشي (رجل أعمال)
شينجي تاكاهاشي (باليابانية: 高橋信次؛ بالكانا: たかはし しんじ) هو شخصية أعمال ياباني، ولد في 21 سبتمبر 1927 في ساكو في اليابان، وتوفي في 25 يونيو 1976.